# Diritti connessi
Nell'ambito del diritto d’autore, oltre ai diritti più propriamente appartenenti all'autore (cioè a colui che ha lo spunto creativo e lo estrinseca nell'opera dell'ingegno), esistono altri diritti che tutelano coloro che offrono l’opera alla fruizione del pubblico e sono anch’essi titolari di diritti patrimoniali e, in taluni casi, anche di diritti morali (artisti interpreti o esecutori): questi diritti, chiamati appunto diritti connessi (al diritto d’autore), sono ad esempio i diritti di produzione fonografica, di produzione cinematografica, di emissione radiofonica e televisiva.

## Introduzione
Il diritto d'autore si occupa anche dei diritti di chi, pur non essendo l'autore originale di una determinata opera, vi partecipa da un punto di vista industriale, tecnico o creativo.
Questi diritti, chiamati appunto “connessi”, sono disciplinati dalla legge italiana sul diritto d'autore al Titolo II, “Disposizioni sui diritti connessi all'esercizio del diritto d'autore”, dall'art. 72 a 101.
Possiamo dividere i diritti connessi in due sfere principali:
Diritti strettamente connessi al diritto d'autore: Riferiti sostanzialmente all'uso dell'opera, non riguardano l'espressione creativa. Tra questi ricordiamo i diritti del produttore di fonogrammi per le opere audio, del produttore di opere cinematografiche o audiovisive, degli interpreti e degli esecutori e quelli relativi all'emissione radiofonica e televisiva.
Diritti concettualmente affini al diritto d'autore: Non in un rapporto di connessione stretta, si riferiscono ad opere comunemente giudicate meno creative. Fanno parte di questa tipologia i diritti relativi alle fotografie e ai documentari, a bozzetti di scene teatrali, alla corrispondenza epistolare e ai ritratti, i diritti relativi all'ingegneria e alle edizioni critiche e scientifiche di opere di pubblico dominio.

## Storia
La nascita dei diritti connessi fu determinata dalle invenzioni del disco fonografico, della radiodiffusione e della cinematografia. Queste nuove invenzioni permettevano, infatti, la registrazione e quindi l'archiviazione in supporti fisici, di attività quali il canto, la recitazione, la danza, l'esecuzione strumentale e altre prestazione artistiche di varia natura, permettendone 
così, la riproducibilità svincolata dalla prestazione dal vivo e in diretta.
Una volta scoperte le potenzialità economiche offerte da queste invenzioni, si rese quindi, necessaria una normativa che regolasse le possibilità di utilizzazione successive all'esecuzione dal vivo.
Anche i diritti connessi sono diritti esclusivi, come il diritto d'autore, che possono essere fatti valere erga omnes. Si occupano, come abbiamo già anticipato, di opere creative ma, lasciando al diritto d'autore la tutela dell'autore creativo, questi si occupano della difesa di coloro che si occupano degli aspetti industriali (come il produttore fonografico) o professionali (interpreti o esecutori) che vengono quindi protetti, compatibilmente con il diritto che spetta all'autore dell'opera.
Inizialmente i diritti connessi venivano considerati diritti di secondo livello e differenziati dai diritti di primo livello spettanti agli autori originali.
Il decreto legislativo 16 novembre 1994 n. 685, emanato per l'attuazione della Direttiva CEE 92/100 ha invece aggiornato i rapporti tra autori, artisti interpreti ed esecutori, e produttore fonografico.

## Diritti strettamente connessi
I diritti connessi al diritto d'autore sono quindi dei diritti che spettano a soggetti diversi dagli autori, ma che sono comunque relazionati con esso. Possono essere ad esempio artisti, interpreti, esecutori, produttori o enti di radiodiffusione o telediffusione.

### Interpretazione ed esecuzione
I diritti relativi all'interpretazione e all'esecuzione di un'opera creativa, quali per esempio rappresentazioni teatrali, vengono trattati nell'Art. 80 e seg.
Il diritto si applica agli artisti interpreti e agli artisti esecutori e secondo l'Art. 80 comma 1 vengono considerati tali "gli attori, i cantanti, i musicisti, i ballerini e le altre persone che rappresentano, cantano, recitano, declamano o eseguono in qualunque modo opere dell'ingegno, siano esse tutelate o di dominio pubblico.".
Il titolare ha diritto esclusivo di:
- autorizzare la fissazione delle loro prestazioni artistiche (Art.80 comma 2[4])
- autorizzare la riproduzione (Art.80 comma 2) , essa può avvenire sia in maniera diretta che indiretta come anche su supporto temporaneo che permanente, nel caso in cui la fissazione consiste in un supporto fonografico, se utilizzata a scopo di lucro, è riconosciuto il compenso (art. 73),se non sia utilizzata a scopo di lucro, è riconosciuto un equo compenso (art. 73-bis).Inoltre con l'Art.85-bis[5] si aggiunge il diritto di autorizzare la ritrasmissione via cavo secondo le disposizioni dell'Art. 110-bis.
- autorizzare la comunicazione al pubblico (Art.80 comma 2), in qualsivoglia forma e modo. Vi è compresa anche la messa a disposizione del pubblico, delle proprie prestazioni dal vivo, in modo tale da garantire che ognuno possa avervi accesso dal luogo e nel momento in cui desidera. è considerata anche la diffusione via etere e la comunicazione via satellite delle prestazioni artistiche dal vivo, a meno che le stesse siano rese in funzione di una loro radiodiffusione o siano già oggetto di una fissazione usata per la diffusione.
- autorizzare la distribuzione delle fissazioni delle loro prestazioni artistiche (Art.80 comma 2) non si esaurisce nel territorio della comunità europea. I diritti non si esauriscono a seguito di comunicazioni al pubblico o messa a disposizione del pubblico (Art. 80 comma 3[4])
- autorizzare il noleggio o il prestito delle fissazioni delle loro prestazioni artistiche e delle relative riproduzioni (Art.80 comma 2), l'artista interprete o esecutore, anche in caso di cessione del diritto di noleggio ad un produttore di fonogrammi o di opere audiovisive conserva il diritto di ottenere un'equa remunerazione per il noleggio concluso dal produttore con terzi
- opporsi alla comunicazione al pubblico o alla riproduzione della loro esecuzione che possa essere di pregiudizio al loro onore o alla loro reputazione.(Art.81[6])
- indicare il proprio nome  nella comunicazione al pubblico della loro esecuzione o rappresentazione e venga stabilmente apposto sui supporti contenenti la relativa fissazione, quali fonogrammi, videogrammi o pellicole cinematografiche. (Art. 83[7])

All'interno dell'Art. 82 vengono specificati i criteri per definire l'artista esecutore e interprete, in particolare vengono definiti tali coloro che all'interno dell'opera teatrale, letterario o musicale svolgono un ruolo di notevole importanza artistica, in aggiunta a direttori di orchestra o cori.
La durata di tali diritti hanno durata di 50 anni a partire dalla esecuzione, rappresentazione o recitazione come è espresso nell'Art. 85.
Il diritto dell'artista sorge anche quando esegue un'opera che ormai è di pubblico dominio, cioè quando il diritto d'autore è scaduto (70 anni dopo la morte dell'autore).

### Radiodiffusione e telediffusione
I diritti relativi alla radiodiffusione e telediffusione sono descritti nell'Art 79.
A coloro che esercitano tale attività spetta il diritto esclusivo di:
- autorizzare la fissazione delle proprie emissioni effettuate su filo o via etere;
- autorizzare la ritrasmissione su filo o via cavo, con un’eccezione prevista nell'Art 180-bis[11]. Tale diritto è esercitato dai titolari dei diritti d'autore e dai detentori dei diritti connessi esclusivamente attraverso la Società Italiana degli Autori ed Editori che agisce sulla base di apposite convenzioni da stipulare con l'Istituto mutualistico per la tutela degli artisti interpreti ed esecutori per i diritti degli artisti interpreti esecutori ed eventualmente con altre società di gestione collettiva appositamente costituite per amministrare, quale loro unica o principale attività, gli altri diritti connessi. Questo diritto non si esaurisce con alcun atto di comunicazione al pubblico o messa a disposizione del pubblico.
- autorizzare la riproduzione diretta o indiretta, temporanea o permanente, in qualunque modo o forma, in tutto o in parte, delle fissazioni delle proprie emissioni, originali o copie;
- autorizzare la distribuzione con qualsiasi mezzo, compresa la vendita, dell'originale e delle copie di tali realizzazioni. Il diritto di distribuzione non si esaurisce nel territorio della Comunità europea, se non nel caso di prima vendita effettuata o consentita dal produttore in uno Stato membro;
- autorizzare la messa a disposizione del pubblico dell'originale e delle copie delle proprie realizzazioni. Tale diritto non si esaurisce con alcun atto di messa a disposizione del pubblico;
- autorizzare il noleggio ed il prestito dell'originale e delle copie delle sue realizzazioni. La vendita o la distribuzione, sotto qualsiasi forma, non esauriscono il diritto di noleggio e di prestito;
- utilizzare la fissazione delle proprie emissioni per nuove trasmissioni o ritrasmissioni o per nuove registrazioni.

Il titolare di tale diritto è l'ente di radiodiffusione o telediffusione e ha una durata di 50 anni dalla fissazione. Qualora l'opera sia stata pubblicata o comunicata al pubblico durante tale termine, la durata è di 50 anni dalla prima pubblicazione o, se anteriore, dalla sua prima comunicazione al pubblico.
Nell'Art 79-bis  è stato introdotto dal Decreto Legislativo 8 Novembre 2021 n.181 di attuazione della direttiva (UE) 2019/789 del Parlamento europeo e del Consiglio, del 17 aprile 2019:
- Il comma 1 annulla l'applicazione dell'articolo 16-ter[14] ai diritti sulla trasmissione esercitati dagli organismi di diffusione radiotelevisiva in relazione alle proprie trasmissioni, indipendentemente dal fatto che tali diritti appartengano direttamente o siano stati trasferiti a tali organismi da altri titolari dei diritti.
- Il comma 2 tratta del caso in cui ci siano delle trattative per la ritrasmissione dei programmi televisivi e radiofonici, tali trattative devono essere condotte in buona fede ai sensi dell'Art 1337 del Codice civile[15]

### Fonogrammi
I diritti relativi alla fissazione dei suoni e in generale dei fonogrammi sono descritti nell'Art. 72 e seg.
Al produttore dei suoni spetta il diritto esclusivo:
- di autorizzare la riproduzione diretta o indiretta(Art. 72[17]),essa può avvenire sia in maniera diretta che indiretta come anche su supporto temporaneo che permanente
- di autorizzare la distribuzione degli esemplari dei suoi fonogrammi (Art. 72). Il diritto esclusivo di distribuzione non si esaurisce nel territorio della Comunità europea, se non nel caso di prima vendita del supporto contenente il fonogramma effettuata o consentita dal produttore in uno Stato membro.
- di autorizzare il noleggio ed il prestito (Art. 72) degli esemplari dei suoi fonogrammi. Tale diritto non si esaurisce con la vendita o con la distribuzione in qualsiasi forma degli esemplari.
- di autorizzare la messa a disposizione del pubblico (Art. 72) dei suoi fonogrammi in maniera tale che ciascuno possa avervi accesso dal luogo e nel momento scelti individualmente. Inoltre tale diritto non si esaurisce con alcun atto di messa a disposizione del pubblico.
- diritto al compenso per comunicazione al pubblico (Art 73-73 bis[18]), il compenso per l'utilizzazione a scopo di lucro dei fonogrammi è indipendente dai diritti di distribuzione, noleggio e prestito. Nel caso in cui l'opera sia frutto di collaborazione l'esercizio di tale diritto spetta al produttore, il quale ripartirà il compenso con gli artisti interpreti o esecutori interessati. Non è previsto compenso se l'opera è utilizzata ai fini dell'insegnamento e della comunicazione istituzionale fatta dallo Stato o da enti a ciò autorizzati da esso. Gli artisti interpreti o esecutori e il produttore del fonogramma utilizzato hanno diritto ad un equo compenso anche quando l'utilizzazione di cui all'art. 73 è effettuata a scopo non di lucro.
  - di opporsi all'utilizzazione dei fonogrammi (Art. 74[19]), se effettuata in condizioni tali da arrecare un grave pregiudizio ai suoi interessi industriali. Inoltre su richiesta dell'interessato, il Ministero per i beni e le attività culturali, in attesa della decisione dell'autorità giudiziaria, può nondimeno autorizzare l'utilizzazione dei fonogrammi previi accertamenti tecnici e disponendo, se occorra, quanto è necessario per eliminare le cause che turbano la regolarità dell'utilizzazione.

Come riporatato dall'Art. 76, i supporti contenenti fonogrammi non possono essere distribuiti se non portano stabilmente apposte le indicazioni dichiarate dall'Art. 62:
- Titolo dell'opera riprodotta;
- Nome dell'autore;
- Nome dell'artista interprete od esecutore. I complessi orchestrali o corali sono indicati col nome d'uso;
- Data della fabbricazione.

Dall'Art. 78:
- Il produttore di fonogrammi è la persona fisica o giuridica che assume l'iniziativa e la responsabilità della prima fissazione dei suoni provenienti da una interpretazione o esecuzione o di altri suoni o di rappresentazioni di suoni.
- È considerato come luogo della produzione quello nel quale avviene la diretta registrazione originale.

La durata di tali diritti è di 50 anni dalla prima fissazione se durante questo intervallo di tempo l'opera viene pubblicata, rispettando l'articolo 12, i 50 anni verranno conteggiati a partire dalla prima pubblicazione.(Art. 75)

### Estensione della durata dei diritti connessi[24]
Il 26 marzo 2014 è entrato in vigore il Decreto Legislativo 21 febbraio 2014, n.22 (ha recepito le Direttive comunitarie in materia), introducendo importanti novità in tema di diritti dei produttori di fonogrammi e degli artisti interpreti esecutori.
- Tramite modifica dell'art.75 della Legge sul Diritto d'Autore si estende il periodo di protezione dei diritti spettanti ai produttori di fonogrammi fino ai 70 anni dalla prima pubblicazione lecita o dalla prima lecita comunicazione al pubblico del fonogramma; la suddetta pubblicazione o comunicazione deve essere avvenuta nei primi 50 anni dalla fissazione del fonogramma.
- Tramite la riformulazione dell'art.85 della LDA, per gli artisti interpreti esecutori le cui prestazioni siano fissate con un mezzo diverso dal fonogramma si ribadisce la durata di protezione della fissazione a 50 anni dalla prima pubblicazione o comunicazione al pubblico, mentre la si estende a 70 anni dalla prima pubblicazione o comunicazione al pubblico se è stata fissata in un fonogramma.

Queste disposizioni si applicano alle fissazioni di esecuzioni e ai fonogrammi per i quali l'artista, interprete o esecutore, e il produttore di fonogrammi erano ancora protetti al 1º novembre 2013 (in virtù delle disposizioni precedenti) e alle fissazioni di esecuzioni e ai fonogrammi successivi a tale data.

## Diritti vicini o affini

### Corrispondenza epistolare
I diritti relativi alla corrispondenza epistolare vengono trattati negli artt. da 93 a 95 della legge sul diritto d'autore.
L'art. 93 disciplina i diritti relativi agli scritti di carattere confidenziale inerenti all'intimità della vita private come epistolari, memorie familiari o personali. Tali scritti non possono essere pubblicati o riprodotti senza il consenso dell'autore e del destinatario.
La legge sul diritto d'autore tutela questi scritti se presentano carattere creativo, in assenza del quale cadrebbe qualsiasi vincolo alla riproduzione, se non intervenisse il diritto connesso a tutela del contenuto.
Bisogna quindi fare distinzione tra le opere letterarie creative ed originali per cui l'autore è titolare dei diritti di natura morale ed economica e gli scritti personali e confidenziali per la cui pubblicazione occorre innanzitutto il consenso dell'autore. Dopo la morte dell'autore o del destinatario, mancando le relative volontà scritte, occorre il consenso del coniuge e dei figli oppure, in ordine, dei genitori, dei fratelli e delle sorelle, o degli ascendenti e dei discendenti diretti fino al quarto grado. Nel caso di dissenso tra le persone indicate, decide l'autorità giudiziaria, sentito il pubblico ministero.
Una volta che l'autore (e anche il destinatario in caso di corrispondenza epistolare) abbia acconsentito alla pubblicazione degli scritti, rinunciando al diritto connesso alla segretezza, non è più possibile richiedere tale diritto, e quindi rendere nuovamente segreti fatti divenuti ormai di dominio pubblico.
Bisogna, però, anche precisare che pur non potendo revocare il consenso, l'autore ha ildiritto di ritirare l'opera dal commercio, secondo l'art. 142 LDA.
Vi è poi da considerare il caso in cui, nel contenuto della corrispondenza epistolare o di altri scritti di natura personale, vi siano menzionati fatti privati relativi a terze persone, che hanno interesse a mantenere segreti tali fatti. In questi casi, infatti, per la pubblicazione e necessario anche il loro consenso.
Il diritto al segreto epistolare viene meno nel caso in cui la conoscenza dello scritto è richiesta ai fini di un giudizio civile o penale o per esigenza di difesa dell'onore o della reputazione personale o familiare (art. 94 LDA), oppure nel caso di atti e corrispondenze ufficiali o atti e corrispondenze che presentano interesse di stato (art. 95 LDA).
Ricapitolando, in presenza di un epistolario o di memorie personali o di famiglia o di altri scritti di natura simile, si applica il diritto d'autore in caso di opere di carattere creativo, oppure il diritto connesso di emittente, destinatario e terzi coinvolti a mantenere segreti fatti relativi alla propria vita privata, anche nel caso in cui gli scritti non siano opere artistiche.

### Fotografie e documenti
Gli Art. da 87 a 92 della legge sul diritto d'autore comprendono i diritti sulla fotografia. In particolare, come scritto nell'Art. 87, sono da considerarsi fotografie le immagini di persone, elementi o fatti della vita naturale e sociale, ottenute con processo fotografico o analogo. Tra queste immagini rientrano anche le riproduzioni di opere nell'arte figurativa e i fotogrammi delle pellicole cinematografiche. Non sono tutelati da questi articoli le riproduzioni fotografiche di documenti, scritti tecnici, oggetti materiali o simili (ad esempio una scansione o una fotocopia di un documento). Questo diritto dura vent'anni dal momento in cui la fotografia viene prodotta.
L'articolo 88 specifica che il fotografo ha il diritto esclusivo di riproduzione, diffusione e spaccio di tali opere. I termini usati sono diversi da quelli soliti (distribuzione, comunicazione al pubblico) in quanto in passato non si prendeva in considerazione l'esistenza delle fotografie digitali, si consideravano solo le foto stampate e pubblicate sui libri o nelle mostre. L'Art. 89 specifica che la cessione del negativo o di altro analogo mezzo, comprende, salvo patto contrario, la cessione dei diritti della fotografia.
La riproduzione fotografica deve rispettare i limiti dettati dagli articoli riguardanti il ritratto e le opere dell'arte figurativa. Bisogna quindi richiedere l'autorizzazione a coloro che sono stati fotografati (nel caso in cui si trattasse di un ritratto) oppure all'autore dell'opera figurativa (quali quadri, statue, ecc.). Il fotografo ha quindi il diritto di vietare la circolazione della sua foto, ma restano fermi i diritti delle persone ritratte. Esistono alcuni casi, previsti dagli articoli riguardanti il ritratto o le opere figurative, in cui non è necessaria tale autorizzazione.
I diritti sulle foto appartengono al datore di lavoro nel caso in cui il fotografo abbia stipulato un contratto con esso in cui si specifica la cessione dei diritti, come specificato nell'Art. 88 comma 2.
In generale, il diritto d'autore opera automaticamente nel momento della creazione dell'opera. Nelle fotografie questo è leggermente diverso, infatti secondo l'Art. 90, per far sì che queste siano tutelate e che sia ritenuta abusiva una loro riproduzione, devono avere: il nome del fotografo, della ditta o del committente per cui lui lavora, l'anno di produzione della foto e il nome dell'autore dell'opera d'arte fotografata. Se queste indicazioni non sono presenti, le foto possono essere riprodotte senza i dovuti compensi indicati agli articoli 91 e 98, a meno che il fotografo non dimostri la malafede del riproduttore.
Inoltre, tali fotografie possono essere usate, previo pagamento di un compenso adeguato, per antologie scolastiche, indicando sempre il nome del fotografo e la data di produzione.

### Ritratto
Gli artt. da 96 a 98 della legge sul diritto d'autore tutelano il ritratto, inteso come raffigurazione della fisionomia di una persona, per la cui pubblicazione o commercializzazione è necessario il consenso della persona raffigurata, indipendentemente dal tipo di supporto in cui tale ritratto è contenuto. Gli artt. 96 e 97 LDA parlano, infatti, di ritratto senza specificare il mezzo in cui è contenuto.
Parallelamente al diritto d'autore del creatore dell'opera, la legge tutela, quindi, anche la persona raffigurata, considerando il ritratto un bene a sé, diverso dall'opera in cui è contenuto.
L'art.97 LDA specifica che non è necessario il consenso della persona ritratta quando la riproduzione dell'immagine è giustificata dalla notorietà del soggetto o dall'ufficio pubblico coperto, da necessità di giustizia o di polizia, da scopi scientifici, didattici o culturali, o quando è collegata a fatti, avvenimenti, cerimonie di interesse pubblico o svoltisi in pubblico.
Il ritratto non può, tuttavia, essere esposto o messo in commercio quando ciò rechi pregiudizio all'onore, alla reputazione o anche al decoro della persona ritratta.
Bisogna anche aggiungere, inoltre, che il ritratto di una persona è tutelato, oltre che dalla legge sul diritto d'autore, anche dall'art. 10 del codice civile, che ne vieta la divulgazione senza il consenso della persona ritratta e fuori dai casi e fuori dei casi previsti dalla legge, e quando la pubblicazione, anche se autorizzata, è tale da ledere l'onore e la reputazione.

### Titolo dell'opera e Rubriche
Nell'art.100 della legge sul diritto d’autore viene tutelato il titolo dell’opera dell’ingegno andando a differenziare “titolo dell’opera” da “titolo del giornale, delle riviste o di altre pubblicazioni periodiche”.
Per titolo si intende ciò che serve a individuare e distinguere un’opera dal resto, per quanto concerne l’aspetto relativo ai contenuti. La legge, ad oggi, assicura il diritto di sfruttamento del titolo all’autore impedendone l’utilizzo da parte di altri se contro la sua volontà. Come specificato nel comma 1, infatti,  viene attribuito all’autore il diritto di impedire che altri usino il titolo per opere differenti, fatta eccezione per i casi in cui sia l’autore stesso a concederlo o che il titolo non sia fondamentale per l’individuazione dell’opera stessa. L’importante è che i titoli non vengano utilizzati in modo confusivo all’interno dello stesso settore.
Nell’articolo sono inoltre prese in considerazione anche le rubriche giornalistiche tutelandole nel caso vengano pubblicate periodicamente “in modo così costante da individuare l’abituale e caratteristico contenuto della rubrica”. Questo quindi significa che, anche in questa circostanza, non è possibile riprodurre il titolo della rubrica, fatta eccezione per il caso in cui l’avente diritto lo conceda di sua spontanea volontà.
Se si considera invece il contenuto di una rubrica questo può essere tutelato dall'art.101 perché opera letteraria di carattere creativo. Questo protegge le informazioni contenute e disciplina la riproduzione sleale di esse per un certo lasso temporale (in termini di ore).

### Banche di dati
Le banche di dati sono definite dall'art.2 della legge sul Diritto d'autore come:
"raccolte di opere, dati o altri elementi indipendenti sistematicamente o metodicamente disposti e individualmente accessibili mediante mezzi elettronici o in altro modo. La tutela della banche di dati non si estende al loro contenuto e lascia impregiudicati diritti esistenti su tale contenuto"
Le Banche di dati sono tutelate dall' art.1 ,dall'art 102-bis e 102-ter della legge 633/194 sul Diritto d'autore sia come opere dell'ingegno creativo, sia come bene prodotto grazie a investimenti di tempo, lavoro o denaro.
Il creatore della banca di dati ha il diritto esclusivo di autorizzare o eseguire:
- la riproduzione permanente o temporanea della banca di dati;
- la traduzione e le modifiche;
- ogni forma di distribuzione al pubblico dell'originale o di una copia della banca di dati;
- qualsiasi presentazione al pubblico.

I diritti connessi del costitutore di una banca di dati durano 15 anni e decorrono dal momento in cui viene effettuato un rilevante investimento. Tuttavia, se il costitutore effettua un altro rilevante investimento motivato, il diritto connesso si rinnova per altri 15 anni.
L'autore della banca dati, inteso come colui che si è occupato della scelta e dell'organizzazione creativa del suo contenuto, possiede comunque i diritti morali sull’opera, mentre, per l'art. 12-bis, i diritti di utilizzazione economica, salvo patto contrario, spettano esclusivamente al datore di lavoro qualora l’autore fosse il dipendente che ha svolto le sue normali mansioni lavorative o che ha eseguito le direttive del datore.
Le banche dati sono tutelate dal diritto d'autore indipendentemente dalla tutela accordata alle opere contenute in essa, e la tutela della banca dati non si estende alle opere o ai dati: per giudicare se una banca di dati costituisce o meno un'opera d'ingegno bisogna osservare la scelta o la disposizione del materiale in essa contenuto.
Non sono soggette ad alcuna autorizzazione da parte del titolare della banca di dati:
- consultazione della banca di dati per finalità didattiche o scientifiche, purché si indichi la fonte e nei limiti degli scopi non commerciali perseguiti;
- impiego della banca di dati per fini di sicurezza pubblica o in seguito a una procedura amministrativa o giurisdizionale.

### Bozzetti di scene teatrali
L'art 86 della legge sul diritto d'autore, tutela i bozzetti di scene teatrali, che non costituiscono opera dell'ingegno coperta dal diritto d'autore.
L'attività dello scenografo può limitarsi ad una semplice riproduzione di ambienti scenici sul palco, senza trattarsi quindi di un'opera creativa ed originale e senza comportare nulla di personale o creativo. In questo caso lo scenografo sarà titolare di un diritto al compenso nel caso in cui il bozzetto della scena venisse utilizzato ulteriormente in altri teatri, oltre a quello per il quale è stato composto. Il lavoro dello scenografo sarà quindi tutelato da questo diritto solo in caso di utilizzazioni ulteriori rispetto a quella normale, che ha luogo nel teatro per il quale è stato svolto il lavoro (poiché probabilmente sarà già stato retribuito per l'opera).
Nel caso in cui lo scenografo sia considerato creatore di un'opera dell'ingegno, avente carattere di originalità, secondo quanto previsto dalle disposizioni del titolo I della legge sul diritto d'autore, gli sarà riconosciuta la titolarità del diritto morale e patrimoniale d'autore.
Il diritto sui bozzetti ha una durata di 5 anni a partire dalla prima rappresentazione nella quale il bozzetto è stato adoperato.

### Edizioni critiche e scientifiche
L'art 85-quater e l'art 85-quinquies  sul diritto d'autore tutela le edizioni critiche e scientifiche di opere in dominio pubblico, considerando come tali le ricostruzioni di opere antiche e moderne di pubblico dominio che sono state corrette dagli eventuali errori inseriti nel tempo,  riporta che all'autore, inteso come pubblicatore dell'opera,  " [...] spettano i diritti esclusivi di utilizzazione economica dell'opera, quale risulta dall'attività di revisione critica e scientifica [...] ". Considerando che perché queste edizioni critiche vengano riconosciute come lecite dovranno presentare un carattere di creatività rispetto alla forma originaria. L'autore delle critiche ha il diritto di indicazione del nome sull'opera pubblicata. I diritti di utilizzazione economica sono però cessibili dal titolare.
Il diritto sulle edizioni critiche e scientifiche ha la durata di 20 anni dalla prima pubblicazione lecita.

### Progetti di lavoro di ingegneria
L'Art 99 sul diritto d'autore tutela i lavori di ingegneria e analoghi, che portino a soluzioni generali di problemi tecnici. Viene riconosciuto l'uso esclusivo di riproduzione dei disegni e diritto al compenso quando il progetto riguarda tratti nuovi rispetto a ciò che era già stato creato in precedenza.
Perché l'autore possa esercitare i diritti di compenso deve "[...] inserire sopra il piano o disegno una dichiarazione di riserva ed eseguire il deposito del piano o disegno presso la Presidenza del consiglio dei ministri [...] ". Il diritto al compenso é valido 20 anni a partire dal giorno in cui il deposito è stato effettuato.
Il progettista non può vietare la realizzazione del progetto, nel caso gli verrà comunque riconosciuto il diritto al compenso. Una volta che l'opera è realizzata il progettista non ha più alcun diritto su questa.

### Riproduzione di informazioni e notizie
L'art. 101  della legge sul Diritto d'autore sancisce che la riproduzione di informazioni e notizie è lecita purché persegua atti favorevoli agli usi onesti in materia giornalistica e purché siano citate le fonti. Nei casi concreti, un giudice chiamato dalle parti deciderà se è stato rispettato o meno il codice deontologico dei giornalisti.
È considerato in ogni caso un atto illecito la riproduzione o radiodiffusione di una notizia il cui bollettino informativo non sia stato diffuso da più di 16 ore, e comunque prima della pubblicazione della notizia stessa dal giornale o periodico legittimato dall'agenzia che ha prodotto il bollettino. Per tale motivo occorre che i bollettini siano muniti dell'indicazione del giorno e dell'ora di diramazione.
Inoltre è riconosciuto come atto illecito il riprodurre o radiodiffondere una notizia a fini di lucro. In caso di illecito l'esecutore dell'atto sleale dovrà risarcire i danni " [...] oltre alla pubblicazione della sentenza, all’inibizione dell’attività di concorrenza e alla rimozione, a sue spese, degli effetti dell’illecito [...] ".

### Riproduzione di opere successivamente alla estinzione di diritti patrimoniali
L'Art. 85-ter della legge sul Diritto d'autore sancisce che è possibile pubblicare un'opera, non pubblicata anteriormente, dopo l'estinzione dei diritti d'autore su di essa, garantendo il diritto esclusivo di utilizzazione economica a coloro che pubblicano lecitamente l'opera per la prima volta. In questo caso la durata del diritto esclusivo di utilizzazione economica è 25 anni a partire dalla prima pubblicazione lecita o comunicazione al pubblico.
Tuttavia è possibile che l'autore abbia espressamente vietato la pubblicazione dell'opera dopo la sua morte, come descritto dall'art. 24.

### Diritti audiovisivi sportivi
È un diritto che è stato introdotto di recente e consiste nel legittimo diritto di impedire e di gestire la ripresa degli eventi sportivi. 
Questo diritto vicino, inizialmente era regolato dall' art78-quarter con legge delega 19 Luglio 2007 n.106 che fu successivamente corretta con il decreto legislativo 9 gennaio 2008 n.9-"Legge Melandri".
Il D.Lgs n.9/2008 stabilisce la gestione dei diritti audiovisivi, i quali vengono equamente assegnati fra chi organizza l’evento e chi organizza la competizione sportiva, con licenza dalla durata massima di 3 anni. 
I diritti audiovisivi hanno una validità di 50 anni a partire dalla data di svolgimento dell’evento. Suddetti diritti vicini comprendono alcuni diritti, tra i quali:
- la fissazione e la riproduzione delle scene dell’evento sportivo;
- la comunicazione al pubblico delle riprese dell’evento con messa in onda fruibili da varie tecnologie e servizi di broadcasting presenti in ambito elettronico e di telecomunicazioni;
- la distribuzione con varie modalità (vendita o altro) dell’evento originale e/o delle copie delle riprese audiovisive;
- il noleggio ed il prestito del prodotto audiovisivo contenente le riprese dell’evento;
- la possibilità di utilizzare immagini o scene dell’evento per scopi promozionali e pubblicitari (spot per scommesse sportive o spot di un evento che mostra un prodotto specifico per poterlo sponsorizzare e commercializzare).
- costituzione di un archivio o banca dati con le fissazioni delle immagini dell'evento da elaborare o riprodurre, fruibili a partire dalla mezzanotte dell'ottavo giorno a seguito della disputa dell'evento, distribuite nei termini che precedono.

I diritti audiovisivi prevedono la stesura di regole, come richiesto dal D.Lgs n.9/2008, e criteri nella distribuzione dei pacchetti da parte dell'organizzatore degli eventi, ai sensi dell'art.6, che garantisce assoluta trasparenza e chiarezza nell'assegnazione e commercializzazione dei diritti audiovisivi ai partecipanti alle competizioni.
L'organizzatore della competizione sportiva ha la possibilità di cedere in licenza tutti i diritti audiovisivi sportivi, ai sensi dell'art.7, assegnandoli a un intermediario indipendente tramite una procedura competitiva della durata di 45 giorni dalla comunicazione all'Autorità garante della concorrenza e del mercato.
Le risorse sono ripartite fra società partecipanti alla competizione in modo da essere distribuite equamente se non per qualche eccezione dovuta a eventuali meriti sportivi conseguiti o diversa distribuzione concordata, secondo quanto scritto ai sensi dell'art.25 del D.Lgs n.9/2008.
Nell'esercizio dei diritti audiovisivi:
- gli organizzatori degli eventi si riservano autonome iniziative commerciali sui diritti di trasmissione di highlights, repliche e sintesi agli eventi cui gli stessi partecipano.
- l'organizzatore di ciascun evento consente, su specifico accordo, alla società ospite dell'evento il diritto di archivio delle immagini e possibilità di monetizzare e utilizzare economicamente le stesse.
- l'organizzatore della manifestazione ha il controllo della produzione audiovisiva dell'evento, ne mette a disposizione le immagini e fornisce il segnale all'organizzatore della competizione, nel rispetto dei formati indicati negli standard minimi.

Agli operatori della comunicazione è altresì riconosciuto il Diritto di cronaca relativo a ciascun evento della comunicazione.

## Fonti
1. ↑   Legge sul diritto d'autore (L. 633/1941), Titolo II, su altalex.com.
2. ↑   Decreto legislativo 16 novembre 1994, n. 685 (PDF), su librari.beniculturali.it.
3. ↑   Direttiva CEE 92/100, su eur-lex.europa.eu.
4. 1 2 3   Legge sul Diritto d'autore, Titolo II, art. 80, su interlex.it.
5. ↑   Legge sul Diritto d'autore, Titolo II, art. 85-bis, su interlex.it.
6. ↑   Legge sul Diritto d'autore, Titolo II, art. 81, su interlex.it.
7. ↑   Legge sul Diritto d'autore, Titolo II, art. 83, su interlex.it.
8. ↑   Legge sul Diritto d'autore, Titolo II, art. 82, su interlex.it.
9. ↑   Legge sul Diritto d'autore, Titolo II, art. 85, su interlex.it.
10. ↑   Legge sul Diritto d'autore, Titolo II, art. 79, su interlex.it.
11. ↑   Legge sul Diritto d'autore, Titolo V, art. 180-bis, su interlex.it.
12. ↑   I diritti relativi alla emissione radiofonica e televisiva (art. 79), su Dirittodautore.it. URL consultato il 29 gennaio 2024.
13. ↑   Gazzetta Ufficiale, su www.gazzettaufficiale.it. URL consultato il 29 gennaio 2024.
14. ↑   Art. 16 ter legge sulla protezione del diritto d'autore, su Brocardi.it. URL consultato il 29 gennaio 2024.
15. ↑   Art. 1337 codice civile - Trattative e responsabilità precontrattuale, su Brocardi.it. URL consultato il 29 gennaio 2024.
16. ↑   InterLex - Legge 22 aprile 1941 n. 633 - Testo vigente, su www.interlex.it. URL consultato il 27 gennaio 2024.
17. ↑   Legge sul Diritto d'autore, Titolo II, art. 72, su interlex.it.
18. ↑   Legge sul Diritto d'autore, Titolo II, art. 73 e 73-bis, su interlex.it.
19. ↑   Legge sul Diritto d'autore, Titolo II, art. 74, su interlex.it.
20. ↑   InterLex - Legge 22 aprile 1941 n. 633 - Testo vigente, su www.interlex.it. URL consultato il 27 gennaio 2024.
21. ↑   InterLex - Legge 22 aprile 1941 n. 633 - Testo vigente, su www.interlex.it. URL consultato il 27 gennaio 2024.
22. ↑   InterLex - Legge 22 aprile 1941 n. 633 - Testo vigente, su www.interlex.it. URL consultato il 27 gennaio 2024.
23. ↑   Legge sul Diritto d'autore, Titolo II, art. 75, su interlex.it.
24. ↑   InterLex: Diritto Tecnologia ed Informazione, su interlex.it.
25. ↑   Gazzetta Ufficiale della Repubblica italiana, su gazzettaufficiale.it.
26. ↑   Legge sul Diritto d'autore, Titolo II, art. 93, su interlex.it. URL consultato il 17 giugno 2019.
27. ↑   Legge sul Diritto d'autore, Titolo II, art. 95, su interlex.it. URL consultato il 17 giugno 2019.
28. ↑   Legge sul Diritto d'autore, Titolo II, art. 87, su interlex.it. URL consultato il 17 giugno 2019.
29. ↑   Legge sul Diritto d'autore, Titolo II, art. 92, su interlex.it. URL consultato il 17 giugno 2019.
30. ↑   Legge sul Diritto d'autore, Titolo II, art. 88, su interlex.it. URL consultato il 17 giugno 2019.
31. ↑   Legge sul Diritto d'autore, Titolo II, art. 89, su interlex.it. URL consultato il 1º luglio 2021.
32. ↑   Legge sul Diritto d'autore, Titolo II, art. 90, su interlex.it. URL consultato il 1º luglio 2021.
33. ↑   Legge sul Diritto d'autore, Titolo II, art. 91, su interlex.it. URL consultato il 1º luglio 2021.
34. 1 2   Legge sul Diritto d'autore, Titolo II, art. 98, su interlex.it. URL consultato il 1º luglio 2021.
35. ↑   Legge sul Diritto d'autore, Titolo II, art. 96, su interlex.it. URL consultato il 17 giugno 2019.
36. ↑   Legge sul Diritto d'autore, Titolo II, art. 97, su interlex.it. URL consultato il 17 giugno 2019.
37. ↑   Legge sul Diritto d'autore, Titolo II, art. 100, su interlex.it. URL consultato il 29 giugno 2021.
38. ↑   Legge sul Diritto d'autore, Titolo II, art. 101, su interlex.it. URL consultato il 29 giugno 2021.
39. 1 2   Legge sul Diritto d'autore, Titolo II, art. 86, su interlex.it. URL consultato il 17 giugno 2019.
40. ↑   InterLex - Legge 22 aprile 1941 n. 633 - Art.1, su interlex.it. URL consultato il 27 giugno 2020.
41. ↑   Legge sul Diritto d'autore, Titolo II, art. 85-quater, su interlex.it. URL consultato il 7 giugno 2019.
42. ↑   Legge sul Diritto d'autore, Titolo II, art. 85-quinquies, su interlex.it.
43. ↑   Legge sul Diritto d'autore, Titolo II, art. 99, su interlex.it. URL consultato il 17 giugno 2019.
44. ↑   Legge sul Diritto d'autore, Titolo II, art. 101, su interlex.it.
45. ↑   dirittodautore.it,  https://www.dirittodautore.it/la-guida-al-diritto-dautore/i-diritti-connessi/informazioni-e-notizie/.
46. ↑   Legge sul Diritto d'autore, Titolo II, art. 85-ter, su interlex.it.
47. ↑   InterLex - Legge 22 aprile 1941 n. 633 - Testo vigente, su www.interlex.it. URL consultato il 28 gennaio 2024.
48. ↑   La cessione dei diritti audiovisivi in ambito sportivo, su Studio Cataldi. URL consultato il 29 giugno 2021.
49. ↑   D.Lgs n.9/2008, su camera.it. URL consultato il 29 giugno 2021.

[